# 梁树权
梁树权（1912年9月17日—2006年12月9日），男，原籍广东香山（今珠海市），生于山东烟台，中国分析化学家，中国科学院院士。1939年发表论文《铁原子量修订》中的数值，为国际原子量委员会所采用并沿用至今。

## 生平
1933年毕业于燕京大学理学院化学系，获理学学士学位。1933年至1934年任北平地质调查所助理员。
1937年毕业于德国明兴大学哲学化学系，获自然哲学科博士学位。1938年上半年在奥地利维也纳大学分析化学系从事博士后研究工作。
1938年至1939年任成都华西协合大学理学院化学系副教授。1939年至1947年任重庆大学理学院化学系教授，后六年兼任系主任。1947年至1949年任上海中央研究院化学研究所研究员。
1949年历任中国科学院物理化学研究所、长春综合研究所、沈阳金属研究所、上海有机化学研究所北京工作站和化学研究所研究员，间或兼任研究室主任。1957年至1965年兼任中国科学技术大学教授、副系主任和校务委员。

## 社会兼职
1954年至1965年先后任《化学学报》副主编、主编。
1956年至1959年当选为中国化学会第十八届理事会常务理事。
1963年至1968年任国际分析化学杂志《Talanta》顾问委员会委员。
1963年至1986年当选为中国化学会第二十届、二十一届理事会理事兼分析化学委员会主任委员。
1980年任《中国大百科全书·化学卷》编委，兼分析化学编写组主编。
1981年至1984年任《Talanta》顾问委员会委员。
1985年至1989年任全国自然科学名词审定委员会委员，兼该会与中国化学会联合组织的化学名词审定委员会主任委员。

## 荣誉
1955年当选为中国科学院数理化学部委员（后改为化学学部委员、院士）。